# Yusuke Inuzuka
Yusuke Inuzuka (犬塚 友輔, Inuzuka Yusuke) est un footballeur japonais né le 13 décembre 1983. Il évolue au poste de milieu de terrain à Licata en Serie D.

## Biographie
Yusuke Inuzuka commence sa carrière professionnelle au Júbilo Iwata. En 2011, il rejoint le Ventforet Kofu, puis en 2012 s'engage en faveur du Sagan Tosu. En 2013, il rejoint l'Italie et s'engage avec Licata.